# Хумала (мыза)
Ху́мала, также Гу́ммала (нем. Hummala), также мы́за Ху́мала (эст. Humala mõis) — мыза на севере Эстонии в волости Харку уезда Харьюмаа. Согласно историческому административному делению, относилась к Кегельскому приходу.

## История мызы
Основана в 1690 году. Тогда её владельцем был Отто Шайдинг (Otto Scheiding). После Северной войны мыза была вначале во владении короны, затем до 1758 года мызой владел Якоб Альбрехт Маттиас (Jakob Albrecht Matthias). С 1777 года мыза два десятка лет принадлежалa фон Фокам. В 1805 году имение приобрёл Густав фон дер Ховен, и онo оставалось во владении его семьи до 1870 года.
На военно-топографических картах Российской империи (1846–1863 годы) мыза обозначена как мз. Хумала.
C 1889 года и до 1919 года мыза была в собственности владельца мызы Фена (Вяэна) Штакельберга и получила статус побочной мызы рыцарской мызы Фена.

## Мызный комплекс
Главное здание мызы — каменное строение в стиле классицизма, относящееся к началу XIX века. Сравнительно простое здание с полускатной крышей украшает выдающийся вестибюль с лестницей. В настоящее время здание используется как жилое и в незначительной степени перестроено.
Бо́льшая часть дополнительных сооружений находилась вблизи главного здания. Из сохранившихся построек наиболее представительное здание — хлев конца XIX века с арочными окнами.

## Фотографии
- Главное здание мызы Хумала в 1971 году на сайте Государственного регистра памятников культуры Эстонии
- Вспомогательные здания мызы Хумала в 1971 году на сайте Государственного регистра памятников культуры Эстонии